# 17253 Вонсекер
17253 Вонсекер (17253 Vonsecker) — астероїд головного поясу, відкритий 12 квітня 2000 року.
Тіссеранів параметр щодо Юпітера — 3,531.